# Copa de Campeones de América 1961
La Copa de Campeones de América 1961 fue la segunda edición de la actualmente denominada Copa Conmebol Libertadores, torneo de clubes más importante de América del Sur, organizado por la Confederación Sudamericana de Fútbol. Participaron equipos de nueve países sudamericanos: Argentina, Bolivia, Brasil, Chile, Colombia, Ecuador, Paraguay, Perú y Uruguay. Al igual que el año anterior, no hubo ningún representante de Venezuela.
El campeón fue nuevamente Peñarol de Uruguay, revalidando el logro obtenido en la edición previa. Como tal, disputó la Copa Intercontinental 1961 contra el Benfica de Portugal y clasificó a las semifinales de la Copa de Campeones de América 1962.

## Formato
De los 9 equipos participantes, 7 accedieron directamente a los cuartos de final, mientras que los otros 2 disputaron una ronda preliminar para determinar al último integrante de la fase final.
|                              |                              | Equipos que entran en esta fase                                                                                              | Equipos que provienen de la fase anterior     |
| ---------------------------- | ---------------------------- | --- | --------------------------------------------- |
| Ronda preliminar (2 equipos) | Ronda preliminar (2 equipos) | - 1 equipo de Colombia y Ecuador                                                                                             |                                               |
| Fases finales (8 equipos)    | Fases finales (8 equipos)    | - 1 equipo, campeón de la Copa de Campeones de América 1960 - 1 equipo de Argentina, Bolivia, Brasil, Chile, Paraguay y Perú | - 1 equipo clasificado de la Ronda preliminar |

## Equipos participantes
En cursiva los equipos debutantes en el torneo.
| País             | Equipo            | Vía de clasificación                            |
| ---------------- | ----------------- | ----------------------------------------------- |
| Argentina 1 cupo | Independiente     | Campeón del Campeonato de Primera División 1960 |
| Bolivia 1 cupo   | Jorge Wilstermann | Campeón del Campeonato de Primera División 1960 |
| Brasil 1 cupo    | Palmeiras         | Campeón del Campeonato Brasileño de 1960        |
| Chile 1 cupo     | Colo-Colo         | Campeón del Campeonato de Primera División 1960 |
| Colombia 1 cupo  | Santa Fe          | Campeón del Campeonato Colombiano 1960          |
| Ecuador 1 cupo   | Barcelona         | Campeón del Campeonato Ecuatoriano de 1960      |
| Paraguay 1 cupo  | Olimpia           | Campeón del Campeonato Paraguayo de 1960        |
| Perú 1 cupo      | Universitario     | Campeón del Campeonato Peruano de 1960          |
| Uruguay 1 cupo   | Peñarol           | Campeón del Campeonato Uruguayo de 1960         |

### Distribución geográfica de los equipos
Distribución geográfica de las sedes de los equipos participantes:

## Fase previa
| Fechas         | Local en la ida | Global | Local en la vuelta | Ida | Vuelta |
| -------------- | --------------- | ------ | ------------------ | --- | ------ |
| 2 y 9 de abril | Santa Fe        | 5:2    | Barcelona          | 3:0 | 2:2    |

## Fases finales

### Cuadro de desarrollo
|  | Cuartos de final         | Cuartos de final         | Cuartos de final         | Cuartos de final         |   |           | Semifinales      | Semifinales      | Semifinales      | Semifinales      |  |           | Final           | Final           | Final           | Final           |  |
|  | 9 de abril al 11 de mayo | 9 de abril al 11 de mayo | 9 de abril al 11 de mayo | 9 de abril al 11 de mayo |   |           | 21 al 28 de mayo | 21 al 28 de mayo | 21 al 28 de mayo | 21 al 28 de mayo |  |           | 4 y 11 de junio | 4 y 11 de junio | 4 y 11 de junio | 4 y 11 de junio |  |
|  |                          |                          |                          |                          |   |           |                  |                  |                  |                  |  |           |                 |                 |                 |                 |  |
|  |                          |                          |                          |                          |   |           |                  |                  |                  |                  |  |           |                 |                 |                 |                 |  |
|  | Palmeiras                | 2                        | 1                        | 3                        |   |           |                  |                  |                  |                  |  |           |                 |                 |                 |                 |  |
|  | Palmeiras                | 2                        | 1                        | 3                        |   |           |                  |                  |                  |                  |  |           |                 |                 |                 |                 |  |
|  | Independiente            | 0                        | 0                        | 0                        |   |           |                  |                  |                  |                  |  |           |                 |                 |                 |                 |  |
|  | Independiente            | 0                        | 0                        | 0                        |   | Palmeiras | 2                | 4                | 6                |                  |  |           |                 |                 |                 |                 |  |
|  |                          |                          |                          |                          |   | Palmeiras | 2                | 4                | 6                |                  |  |           |                 |                 |                 |                 |  |
|  |                          |                          | Santa Fe                 | 2                        | 1 | 3         |                  |                  |                  |                  |  |           |                 |                 |                 |                 |  |
|  | Santa Fe (s)             | 2                        | Santa Fe                 | 2                        | 1 | 3         | 1                | 3                |                  |                  |  |           |                 |                 |                 |                 |  |
|  | Santa Fe (s)             | 2                        |                          |                          |   |           |                  |                  |                  |                  |  |           |                 |                 |                 |                 |  |
|  | Jorge Wilstermann        | 3                        | 0                        | 3                        |   |           |                  |                  |                  |                  |  |           |                 |                 |                 |                 |  |
|  | Jorge Wilstermann        | 3                        | 0                        | 3                        |   |           |                  |                  |                  |                  |  | Palmeiras | 0               | 1               | 1               |                 |  |
|  |                          |                          |                          |                          |   |           |                  |                  |                  |                  |  | Palmeiras | 0               | 1               | 1               |                 |  |
|  |                          |                          | Peñarol                  | 1                        | 1 | 2         |                  |                  |                  |                  |  |           |                 |                 |                 |                 |  |
|  | Olimpia                  | 5                        | Peñarol                  | 1                        | 1 | 2         | 1                | 6                |                  |                  |  |           |                 |                 |                 |                 |  |
|  | Olimpia                  | 5                        |                          |                          |   |           |                  |                  |                  |                  |  |           |                 |                 |                 |                 |  |
|  | Colo-Colo                | 2                        | 2                        | 4                        |   |           |                  |                  |                  |                  |  |           |                 |                 |                 |                 |  |
|  | Colo-Colo                | 2                        | 2                        | 4                        |   | Olimpia   | 1                | 1                | 2                |                  |  |           |                 |                 |                 |                 |  |
|  |                          |                          |                          |                          |   | Olimpia   | 1                | 1                | 2                |                  |  |           |                 |                 |                 |                 |  |
|  |                          |                          | Peñarol                  | 3                        | 2 | 5         |                  |                  |                  |                  |  |           |                 |                 |                 |                 |  |
|  | Universitario            | 0                        | Peñarol                  | 3                        | 2 | 5         | 2                | 2                |                  |                  |  |           |                 |                 |                 |                 |  |
|  | Universitario            | 0                        |                          |                          |   |           |                  |                  |                  |                  |  |           |                 |                 |                 |                 |  |
|  | Peñarol                  | 5                        | 0                        | 5                        |   |           |                  |                  |                  |                  |  |           |                 |                 |                 |                 |  |
|  | Peñarol                  | 5                        | 0                        | 5                        |   |           |                  |                  |                  |                  |  |           |                 |                 |                 |                 |  |
|  |                          |                          |                          |                          |   |           |                  |                  |                  |                  |  |           |                 |                 |                 |                 |  |

- Nota: En cada llave, el equipo que ocupa la primera línea es el que define la serie como local.

### Cuartos de final
| 9 de abril de 1961 | Colo-Colo                 | 2:5 (1:2) | Olimpia                                            | Estadio Nacional, Santiago                                 |                                                            |
|                    | Hormazábal 45' · Toro 88' |           | González 12' · Cabral 37', 79' · Ferreira 48', 54' | Asistencia: 17 780 espectadores Árbitro(s): Esteban Marino | Asistencia: 17 780 espectadores Árbitro(s): Esteban Marino |

| 16 de abril de 1961 | Olimpia     | 1:2 (1:1) | Colo-Colo                    | Estadio Manuel Ferreira, Asunción                             |                                                               |
|                     | González 1' |           | Hormazabal 29' · Álvarez 67' | Asistencia: 35 000 espectadores Árbitro(s): Pablo Víctor Vaga | Asistencia: 35 000 espectadores Árbitro(s): Pablo Víctor Vaga |

| 19 de abril de 1961 | Peñarol                                      | 5:0 (2:0) | Universitario | Estadio Centenario, Montevideo                                 |                                                                |
|                     | Joya 36', 63' · Spencer 44', 77' · Sasía 85' |           |               | Asistencia: 57 630 espectadores Árbitro(s): Juan Carlos Robles | Asistencia: 57 630 espectadores Árbitro(s): Juan Carlos Robles |

| 14 de mayo de 1961 | Universitario           | 2:0 (2:0) | Peñarol | Estadio Nacional, Lima                                         |                                                                |
|                    | Uribe 30' · Iwasaki 37' |           |         | Asistencia: 12 000 espectadores Árbitro(s): Juan Carlos Robles | Asistencia: 12 000 espectadores Árbitro(s): Juan Carlos Robles |

| 4 de mayo de 1961 | Independiente | 0:2 (0:1) | Palmeiras                | Estadio El Cilindro, Avellaneda                                |                                                                |
|                   |               |           | Gildo 33' · Zequinha 85' | Asistencia: 25 000 espectadores Árbitro(s): José Dimas Larrosa | Asistencia: 25 000 espectadores Árbitro(s): José Dimas Larrosa |

| 11 de mayo de 1961 | Palmeiras  | 1:0 (1:0) | Independiente | Estadio de Pacaembú, São Paulo                                 |                                                                |
|                    | Scotto 40' |           |               | Asistencia: 40 000 espectadores Árbitro(s): José Dimas Larrosa | Asistencia: 40 000 espectadores Árbitro(s): José Dimas Larrosa |

| 30 de abril de 1961 | Jorge Wilstermann           | 3:2 (2:1) | Santa Fe                  | Estadio Félix Capriles, Cochabamba                             |                                                                |
|                     | López 8', 76' · Sánchez 17' |           | Panzutto 13' · Castro 86' | Asistencia: 35 000 espectadores Árbitro(s): Juan Carlos Robles | Asistencia: 35 000 espectadores Árbitro(s): Juan Carlos Robles |

| 7 de mayo de 1961                                | Santa Fe          | 1:0 (1:0) | Jorge Wilstermann | Estadio El Campín, Bogotá                                       |                                                                 |
|                                                  | Claure 26' (a.g.) |           |                   | Asistencia: 25 000 espectadores Árbitro(s): Luis Antonio Ventre | Asistencia: 25 000 espectadores Árbitro(s): Luis Antonio Ventre |
| Santa Fe clasifica a las semifinales por sorteo. |                   |           |                   |                                                                 |                                                                 |

### Semifinales
| 21 de mayo de 1961 | Peñarol                           | 3:1 (1:0) | Olimpia      | Estadio Centenario, Montevideo                               |                                                              |
|                    | Joya 20' · Cano 73' · Cubilla 87' |           | González 50' | Asistencia: 42 000 espectadores Árbitro(s): Carlos Nai Foino | Asistencia: 42 000 espectadores Árbitro(s): Carlos Nai Foino |

| 27 de mayo de 1961 | Olimpia    | 1:2 (1:0) | Peñarol                        | Estadio Manuel Ferreira, Asunción                               |                                                                 |
|                    | Doldán 10' |           | Sasía 77' (pen.) · Cubilla 80' | Asistencia: 15 000 espectadores Árbitro(s): José Luis Praddaude | Asistencia: 15 000 espectadores Árbitro(s): José Luis Praddaude |

| 21 de mayo de 1961 | Santa Fe                | 2:2 (1:2) | Palmeiras                 | Estadio El Campín, Bogotá                                    |                                                              |
|                    | Perazzo 8' · Castro 52' |           | Gildo 7' · Chinezinho 39' | Asistencia: 35 000 espectadores Árbitro(s): João Etzel Filho | Asistencia: 35 000 espectadores Árbitro(s): João Etzel Filho |

| 28 de mayo de 1961 | Palmeiras                          | 4:1 (3:0) | Santa Fe    | Estadio de Pacaembú, São Paulo                            |                                                           |
|                    | Romeiro 3', 22' · Barbosa 44', 56' |           | Mottura 60' | Asistencia: 40 000 espectadores Árbitro(s): Ovidio Orrego | Asistencia: 40 000 espectadores Árbitro(s): Ovidio Orrego |

### Final
| Ida; 4 de junio de 1961 | Peñarol     | 1:0 (0:0) | Palmeiras | Estadio Centenario, Montevideo                                  |                                                                 |
|                         | Spencer 89' |           |           | Asistencia: 64 376 espectadores Árbitro(s): José Luis Praddaude | Asistencia: 64 376 espectadores Árbitro(s): José Luis Praddaude |

| Vuelta; 11 de junio de 1961 | Palmeiras | 1:1 (0:1) | Peñarol  | Estadio de Pacaembú, São Paulo                                  |                                                                 |
| | Nardo 70' |           | Sasía 5' | Asistencia: 50 377 espectadores Árbitro(s): José Luis Praddaude | Asistencia: 50 377 espectadores Árbitro(s): José Luis Praddaude |
| Segunda vuelta olímpica —la segunda de manera consecutiva— que se da en la Copa Libertadores. No hubo entrega del trofeo ni en la cancha, ni en los vestuarios, ni en la sede de Peñarol. El trofeo le fue entregado a Peñarol recién en septiembre luego de que venciera al Benfica por la Copa Intercontinental 1961, donde se le entregó en el campo de juego el trofeo de la Copa Libertadores —sin la base— y el de la Copa Intercontinental. |           |           |          |                                                                 |                                                                 |

|                            |
| Bandera de Uruguay         |
| Campeón Peñarol 2.º título |

## Estadísticas

### Goleadores
| Jugador          | Club     | Goles | PJ |
| ---------------- | -------- | ----- | -- |
| Osvaldo Panzutto | Santa Fe | 4     | 6  |
| Alberto Spencer  | Peñarol  | 3     | 4  |
| Juan Joya        | Peñarol  | 3     | 6  |
| Alberto Perazzo  | Santa Fe | 3     | 6  |
| José Sasía       | Peñarol  | 3     | 6  |